# Babilina Khositashvili
Babilina Khositashvili (1884-1973) fue una poeta georgiana, feminista y activista por los derechos laborales. 

## Biografía
Originaria de la región de Kizikhi, después de un breve período en un monasterio, Khositashvili se mudó a Tbilisi donde sin poder pagar una educación superior, estudió en la biblioteca. Encontró empleo en una editorial y comenzó a escribir poesía, inicialmente sobre los problemas de la clase obrera, luego sobre el amor y la lucha constante de las mujeres adeemas de  trabajar como traductora.
En 1921, tras su matrimonio, Khositashvili comenzó a estudiar en la Universidad de Tbilisi, recientemente establecida. Al graduarse, realizó una investigación literaria durante un período de cuatro años, pero su trabajo no fue apreciado. Encontró un trabajo en una imprenta donde observó la vida de los trabajadores y se interesó por el sindicalismo desarrollando un interés en el movimiento revolucionario. Vio que las mujeres sufrían la falta de educación y formación. Se convirtió en una activa observadora del movimiento feminista georgiano, del movimiento sufragista y de la emancipación de la mujer.

### Trabajo científico y observaciones feministas[3][4]
En 1931-1932, Khositashvili realizó dos estudios sobre literatura georgiana, con los que planeaba abordar cuestiones antirreligiosas y anticauvinistas en el futuro. Sin embargo, la universidad y la editorial estatal se han negado repetidamente a publicar el estudio. Khositashvili estudió ficción y trató de repensarla críticamente. En su opinión, en el estudio de la religión y el pasado, se necesitaba un análisis más preciso porque muchas cosas se habían falsificado en el pasado. También habló de incitar a la armofobia, el chovinismo y el fanatismo religioso.
También  intentó encontrar una solución a la posición dominante del hombre en las obras literarias antiguas. Estudió fuentes griegas y persas antiguas, que describen la crianza de una mujer y un hombre en las mismas condiciones de combate. A partir de estos ejemplos, quedó claro que se puede lograr la misma fuerza física en las mismas condiciones de entrenamiento. Según el autor, la existencia subordinada de una mujer no está condicionada por su estado natural y fisiología. De los manuscritos de  Khositashvili se desprende claramente que observó activamente los procesos en curso en el mundo: el movimiento feminista, las sufragistas y las tendencias generales relacionadas con el empoderamiento de las mujeres. Trató de trazar un paralelo con los procesos en curso en el país. Elogió los intentos políticos de la Unión Soviética de separar las esferas familiar y pública, pero dijo que la legislación del país no otorgaba suficiente empoderamiento a las mujeres y que necesitaban aplicar políticas económicas que las liberaran del control masculino.
Khositashvili habla sobre la injusta realidad y señala:

¡La mente de una mujer tiene sed de pensar no menos que la de un hombre! ¡Para una mujer, el sentimiento estético no era menos esclarecedor para el genio creativo! La participación igualitaria de las mujeres en la conquista del país habría evitado a la humanidad dos dolores terribles: 
1) la lucha por matar hombres, guerras sangrientas, para cambiar la mentalidad de discutir; 
2) destruyó la prostitución con amor libre ".

Otro tema importante que trata es la sexualidad. Se trata de la prostitución, el maquillaje, el amor libre, la reproducción, los roles pasivos y activos predefinidos en el sexo para mujeres y hombres, y el tema del placer. Un doble rasero con respecto a las normas sexuales es problemático para Khositashvili. Lo que es un comportamiento reprobable para una mujer, los hombres están orgullosos.
Es posible que las traducciones, los poemas y las obras no le hayan otorgado un reconocimiento universal ni apreciación ni bienestar material. 

### Obras[6]
Khositashvili, b. (1964). De su pueblo natal a la capital. Tbilisi: literatura y arte
Khositashvili, b. (1936). Manuscritos. Tbilisi: Museo de Literatura.
Khositashvili, b. (1935) El periódico "Guerrero Ateo". Tbilisi: Museo de Literatura.
Khositashvili, b. (1931). "Situación social de la mujer antes y ahora", Tbilisi: Museo de Literatura.
Khositashvili, b. (1925). "Problema de Sneuli"; Tbilisi: Museo de Literatura
Kvinikadze, G. (2017). "Biografía de Babilina Khositashvili"

## Premios y reconocimientos
Durante mucho tiempo se consideró a Babilina Khositashvili únicamente como traductora y hermana del poeta Irodion Evdoshvili , pero en los últimos años su compromiso ha pasado a primer plano. En 2018, activistas feministas retomaron una de sus cartas sobre sexualidad durante la marcha del 8 de marzo.